# Suan (huyện)
Suan (Hán Việt: Toại An hay Toại Yên) là một huyện thuộc tỉnh Hwanghae Bắc tại Cộng hòa Dân chủ Nhân dân Triều Tiên. Huyện giáp với Yonsan ở phía bắc, Sinpyong ở một đoạn nhỏ ở góc đông bắc, Koksan ở phía đông, Singye ở phía nam, Sohung và Yontan ở phía tây, ngoài ra, huyện còn có một đoạn nhỏ giáp với thủ đô Bình Nhưỡng ở góc tây bắc. Năm 2008, dân số của huyện Suan là 76.890 người (36.709 nam và 40.181 nữ), trong đó dân số đô thị là 22.615 người (29,4%), dân số nông thôn là 54.275 người (70,6%).